# شصت و سومین جوایز امی ساعات پربیننده
شصت و سومین دوره جایزه‌های امی برای ساعات پربیننده، توسط آکادمی علوم و هنرهای تلویزیون برای معرفی برترین برنامه‌های تلویزیونی سرشب از یکم ژوئن ۲۰۱۰ تا ۲۱ ژوئیه ۲۰۱۱ برگزار شد
این رویداد در تاریخ ۱۸ سپتامبر ۲۰۱۱ در سالن تئاتر نوکیا در لس آنجلس، کالیفرنیا برگزار خواهدشد. بر طبق برنامه دوره‌ای، امسال نوبت پخش مراسم از سوی شبکهٔ فاکس است. میزبان مراسم، برای اولین بار جین لینچ است

## نامزدهای و برندگان
نامزدهای شصت و سومین جایزه‌های امی به صورت زنده در ۱۴ ژوئیه ۲۰۱۱، ساعت ۵:۴۰ صبج اعلام خواهدشد. این اسامی به وسیلهٔ ملیسا مکارتی، از مجموعهٔ مایک و مولی و جاشوآ جکسن از مجموعهٔ تلویزیونی فرینج اعلام شد.

## برنامه‌ها
- برنده به صورت ضخیم‌شده نشان‌داده شده‌اند.
- بخشی از برندگان در ۱۰ سپتامبر در مراسم خلاقیت امی معرفی شده و باقی در تاریخ ۱۸ سپتامبر ۲۰۱۱ شده‌اند.

| برنامه‌ها | برنامه‌ها |
| بهترین مجموعهٔ درام | بهترین مجموعهٔ کمدی |
| --- | --- |
| - مردان دیوانه (ای‌ام‌سی) - امپراتوری بوردواک (اج‌بی‌او) - دکستر (شوتایم) - روشنایی‌های جمعه‌شب (شبکهٔ ۱۰۱/ان‌بی‌سی (شبکه)) - بازی ترون (اچ‌بی‌او) - همسر خوب (سی‌بی‌اس)                                               | - خانوادهٔ امروزی (ای‌بی‌سی) - ۳۰ راک (ان‌بی‌سی) - تئوری مهبانگ (سی‌بی‌اس) - گلی (فاکس) - اداره (ان‌بی‌سی) - پارک‌ها و تفرج‌گاه‌ها (ان‌بی‌سی)                                                                                                 |
| بهترین مجموعهٔ کوتاه یا فیلم تلویزیونی | بهترین مجموعهٔ متنوع، موسیفی، کمدی |
| - دان‌تاون ابی (پی‌بی‌اس) - سینما وریته (اچ‌بی‌او) - کندی‌ها (رایزچنل) - میلدرد پیرس (اچ‌بی‌او) - ستون‌های زمین (استارز) - بیش از اندازه بزرگ برای شکست خوردن (اچ‌بی‌او)                                             | - نمایش روزانه با جان استوارت (کمدی سنترال) - گزارش کلبرت (کمدی سنترال) - کونن (تی‌بی‌اس) - آخر شب با جیمی فالون (ان‌بی‌سی) - پخش زنده با بیل ماهر (اچ‌بی‌او) - ساتردی نایت لایو (ان‌بی‌سی)                                             |
| بهترین مجری برنامهٔ زنده و مسابقه | جایزهٔ امی برای بهترین برنامهٔ متنوع، موسیقی یا کمدی |
| - جف پروب برایبازمانده (سی‌بی‌اس) - فیل کوگن برایمسابقه باور نکردنی (سی‌بی‌اس) - تان برژران برایرقص با ستاره‌ها (ای‌بی‌سی) - رایان سیکرست برایامریکن آیدل (فاکس) - کن دیلی برایپس فکر می‌کنی می‌توانی برقصی (فاکس) | - سالن افتخارات کندی (سی‌بی‌اس) - کری فیشر برای نوشیدن رویایی (اچ‌بی‌او) - بت میدلر برای دختران نمایش باید بروند (اچ‌بی‌او) - لیدی گاگا برای توپ هیولایی در مدیسون اسکوار گاردن (اچ‌بی‌او) - نمایش پی-وی هرمان در برادوی (اچ‌بی‌او)       |
| جایزهٔ امی سر شب برای بهترین برنامهٔ مسابقه واقعی | بهترین برنامهٔ انیمیشنی (برای کمتر از یک‌ساعت) |
| - پس فکر می‌کنی می‌توانی برقصی (فاکس) - مسابقه باور نکردنی (سی‌بی‌اس) - پروژه ران‌اوی (لایف تایم) - امریکن آیدل (فاکس) - رقص با ستاره‌ها (ای‌بی‌سی) - سرآشپز برتر (براو(شبکه))                                    | - فیوچراما – "لیت فیلپ جی " (کمدی سنترال) - برنامه کلیولند – "کریتسمس موری" (فاکس) - جوجه روبات« جنگ‌های ستاره‌ای ۳ (شبکه کارتون) - سیمپسون‌ها – "پدر عصبانی: فیلم" (فاکس) - ساوت پارک – "انجمن ورزشی نرم‌افزار کودک" (کمدی سنترال) |
| جایزهٔ امی سر شب برای بهترین برنامه واقعی | بهترین برنامه کودکان |
| - مرگبارترین دریافت (دیسکاوری) - محتکر (ای‌اندایی) - عتیقه‌جات رودشو (پی‌بی‌اس) - افسانه‌های عجیب (دیسکاوری) - رییسان پنهانی (سی‌بی‌اس) - کتی گریفین برای زندگی من در فهرست دی (براوو)                           | - باغ شعر کودکان (اچ‌بی‌او) - دگراسی – "بدنم قفس من است" (تین‌نیک) - ویکتوریوس – "فریک د فریک آوت" (نیکلودین) - ای‌کلاری – اتاق داغ من (نیکلودین) - جادوگرانی از ورلی – جادوگران در برابر فرشتگان (کانال دیزنی)                     |

## بازیگری
| بهریتن نقش اول در مجموعه درام | بهریتن نقش اول در مجموعه درام |
| بازیگر مرد | بازیگر زن |
| --- | --- |
| - کایل چندلر برای بازی در نقش اریک تیلور در مجموعه روشنایی‌های جمعه شب (شبکه ۱۰۱/ان‌بی‌سی) - استوی بوشمی برای بازی در نقش نقش اناچ تامپسون در مجموعهٔ امپراتوری بوردواک (اچ‌بی‌او) - مایکل سی هال برای بازی در نقش دسکتر مورگان در مجموعه دکستر (شوتایم) - جان هم برای بازی در نقش دان ریپر در مجموعه مردان دیوانه (ای‌ام‌سی) - هیو لوری برای بازی در نقش جورجی هاوس در مجموعه هاوس) - تیموتی اولیفانت برای بازی در نقش ریلان گیونس در مجموعه توجیه (اف‌اکس)                                                                                         | - جولیانا مارگولیس برای بازی در نقش آلیشیا فلوریک در مجموعه همسر خوب (سی‌بی‌اس) - کتی بیتس برای بازی در نقش هریت هری کورن در مجموعه قانون هری (ان‌بی‌سی) - کانی بریتن برای بازی در نقش تامی تیلور در مجموعه روشنایی‌های جمعه شب (شبکه ۱۰۱/ان‌بی‌سی) - ماریلی انوس برای بازی در نقش سارا لیندون در مجموعهکشتار (AMC) - ماریشکا هارگتی برای بازی در نقش اولویا بنسون مجموعه قانون و نظم: واحد قربانیان ویژه (ان‌بی‌سی) - الیزابت ماس برای بازی در نقش پگی اولسن در مجموعه مردان دیوانه" در قسمت چمدان‌ها (ای‌ام‌سی) |
| بهترین نقش اول در مجموعه کمدی | |
| بهترین بازیگر نقش اول مرد در مجموعه کمدی | بهترین بازیگر نقش اول زن در مجموعه کمدی |
| - جیم پارسونز برای بازی در نقش شلدون کوپر در مجموعه تئوری مهبانگ (سی‌بی‌اس) - الک بالدوین برای بازی در نقش جک داناگی در مجموعه ۳۰ راک (ان‌بی‌سی) - استیو کارل برای بازی در نقش میاکل اسکات در مجموعه اداره (ان‌بی‌سی) - لوییس سی‌کی برای بازی در نقش لویی در مجموعه لویی (اف‌اکس) - جانی گالکی برای بازی در نقش لئونارد هوفستاردر در مجموعه تئوری مهبانگ (سی‌بی‌اس) - مت لبلانک برای بازی در نقش خودشدر مجموعه قسمت‌ها (شوتایم) | - ملیسا مکارتی برای بازی در نقش مولی فلاین در مجموعه مایک و مولی (سی‌بی‌اس) - ادی فالکو برای بازی در نقش جکی پیت در مجموعه پرستار جکی (شوتایم) - تینا فی برای بازی در نقش لیزلمون در مجموعه ۳۰ راک (ان‌بی‌سی) - لورا لینی برای بازی در نقش کاترین(کتی)جیمز در مجموعه بیگ سی (شوتایم) - ماری پیمتون برای بازی در نقش ویرجینیا چانس در مجموعه افزایش امید (فاکس) - امی پولر برای بازی در نقش لزلی نوپ در مجموعه پارک‌ها و تفرجگاها در مجموعه (ان‌بی‌سی) |
| برترین بازیگر نقش اول در مجموعه کوتاه یا فیلم تلویزیونی | |
| بهترین بازیگر مرد نقش اول در مجموعهٔ کوتاه یا فیلم تلویزیونی | بهترین بازیگر زن نقش اول در مجموعهٔ کوتاه یا فیلم تلویزیونی |
| - بری پپر برای بازی در نقش رابرت اف اکندی کندی‌ها (شبکه رلیز) - ادریس البا برای بازی در نقش لوتر در لوتر (بی‌بی‌سی در مجموعه e) - لاورنس فیشبرن برای بازی در نقش مارشال تورگود در تورگود (اچ‌بی‌او) - ویلیام هرت برای بازی در نقش هنری پالسون در بیش از اندازه بزرگ برای شکست خوردن (اچ‌بی‌او) - گرگ کینر برای بازی در نقش جان اف کندی کندی‌ها (شبکه رلیز) - ادگار رامیرز برای بازی در نقش کارلوس جکال in کارولوس (شبکه ساندنس) | - کیت وینسلت برای بازی در نقش میلدرد پیرس در میلدرد پیرس (اچ‌بی‌او) - تراجی پی هنسن برای بازی در نقش تیفانی رابین در ازم بگیرش: نفانی رابین (لایف تایم) - دیان لین برای بازی در نقش پت لود درسینما ورایتی (اچ‌بی‌او) - الیزابت مک‌گاورن برای بازی در نقش کورا کراولی در مجموعه ابی (پی‌بی‌اس) - جیم مارش برای بازی در نقش رز باک در بالای پله‌ها (بی‌بی‌اس) |
| بهترین بازیگر در نقش مکمل | |
| بهترین بازیگر مرد در نقش مکمل | بهترین بازیگر زن در نقش مکمل |
| - پیتر دینکلیج برای بازی در نقش ترون در بازی ترون - آندره براور برای بازی در نقش اون تراوجونیور در مجموعه مردانی از عصری معین - جاش چارلز برای بازی در نقش ویل گاردنر در مجموعه همسر خوب - آلن کامینگ برای بازی در نقش الی گلدینگ در مجموعه همسر خوب - والتون گولدینگز برای بازی در نقش بوید کراودر در مجموعه توجیه - جان اسلاتری برای بازی در نقش روجر استرلینگ در مجموعه مردان دیوانه | - مارگو مارتین دیل برای بازی در نقش مگس بنت در مجموعه توجیه - کریستینا برانسکی برای بازی در نقش دیان لاکهارت در مجموعه همسر خوب - مشله فوربس برای بازی در نقش میچ لارسن در مجموعه کشتن - کریستینا هندریکس برای بازی در نقش جوآن هریس در مجموعه مردان دیوانه - کلی مک‌دونالد برای بازی در نقش مارگارت شرودر در مجموعه امپراتوری بردواک - آرچی پنجابی برای بازی در نقش کلیندا شارمن در مجموعه همسر خوب |
| بهترین بازیگر نقش مکمل در مجموعهٔ کمدی | |
| بهترین بازیگر زن در نقش مکمل در مجموعه کمدی | بهترین بازیگر زن در نقش مکمل در مجموعه کمدی |
| - تای برنل برای بازی در نقش فیل دانفی در مجموعه خانواده امروزی - جان کرایر برای بازی در نقش آلن هارپر در مجموعه تو نفر و نصفی - کریس کولفر برای بازی در نقش کرت همل در مجموعه گلی - جس تایلر فرگوسن برای بازی در نقش مایکل پریچت در مجموعه خانواده امروزی - اد اونیل برای بازی در نقش جی پریچت در مجموعه خانواده امروزی - ارک ساتون برای بازی در نقش کامرون تراکر در مجموعه خانواده امروزی | - جولی بوئن برای بازی در نقش کلیر دانفی در مجموعه خانواده امروزی - جین لینچ برای بازی در نقش سو سیلوستر در مجموعه گلی - بتی وایت برای بازی در نقش الکا اوستروسکی در مجموعه داغ در کلیواند - کریستین ویگ برای بازی در نقش در نقش‌های مختلف در مجموعه ساتردی نایت لایو - جین کرکاوسکی برای بازی در نقش جنا مارونی در مجموعه ۳۰ راک - سوفیا وریگارا برای بازی در نقش گلورا دلگادو-پریچت در مجموعه خانواده امروزی |
| بهترین بازیگر نقش مکمل در مجموعه کوتاه | |
| بهترین بازیگر مرد نقش مکمل در مجموعه کوتاه | بهترین بازیگر زن نقش مکمل در مجموعه کوتاه |
| - گای پیرس برای بازی در نقش مانتین براگ در مجموعه در میلدرد پیرس - پل جیاماتی برای بازی در نقش بن برنانکه در بیش از اندازه بزرگ برای شکست خوردن - برایان اف اوبراین برای بازی در نقش برت پیرس در میلدرد پیرس - تام ویلکنسون برای بازی در نقش جوزف پی کندی بزرگ در کندی‌ها - جیمز وودز برای بازی در نقش دیک فالد در بیش از اندازه بزرگ برای شکست خوردن | - مگی اسمیت برای بازی در نقش وایولت کنتس دراگهام، داون تاون ابی - الین آتکینز برای بازی در نقش لیدی ماود هالند در بالا پله، پایین پله - ملیسا لئو برای بازی در نقش در لوسی گسلر در میلدرد پیرس - ایوان راشل وود برای بازی در نقش ودا پیرس در میلدرد پیرس - مار وینینگهام برای بازی در نقش ایدا کروین در میلدرد پیرس |
| بهترین بازیگر مهمان در مجموعه درام | |
| بهترین بازیگر مرد مهمان در مجموعه درام | بهترین بازیگر زن مهمان در مجموعه درام |
| - پل مکرین برای بازی در نقش جاش پِیت در مجموعه در مجموعه قانون هری برای قسمت "با دوستانی اینچنینی" - بیو بریجز برای بازی در نقش نیک برودی در مجموعه خواهران و برادران در قسمت "برودی" - جرمی دیویس برای بازی در نقش دیک برنت در مجموعه Jتوجیه برای قسمت "رِک" - بروس درن برای بازی در نقش فرانک هارلو در مجموعه عشق بزرگ در قسمت "ط.ل.ا.ق" - مایکل جی فاکس برای بازی در نقش لوییس کنینگ در مجموعه همسر خوبدر قسمت معامله واقعی - رابرت مورس برای بازی در نقش برترام کوپر در مجموعه مردان دیوانه "برای قسمت دود پرتاب شده"                     | - لورتا دوین برای بازی در نقش الده وبر در مجموعه گریز آناتومی برای قسمت "این راه و رسم ماست" - کارا بوئن برای بازی در نقش فای میلر در مجموعه مردان دیوانه برای قسمت "دیوار چینی" - جان کوزاک برای بازی در نقش شیلا ججکس در مجموعه در مجموعه بی‌شرم برای قسمت "فرانک کالاگر" - رندی هلر برای بازی در نقش ایدا بلنکشت در مجموعه مردان دیوانه برای قسمت "زیبا(بیوتیفول)" - ماری مک‌دانل برای بازی در نقش کاپیتان شارون پایدر در مجموعه نزدیکتر برای قسمت "نیازمند کمک" - جولیا استلیز برای بازی در نقش لومن پیرس در مجموعه دکستر برای قسمت "در آغاز" - الفر وودوارد برای بازی در نقش روبی جین رینولدز در مجموعه ترو بلاد برای قسمت "خورشید در نیمه شب" |
| بهترین بازیگر مهمان در مجموعه کمدی | |
| بهترین بازیگر مرد مهمان در مجموعه کمدی | بهترین بازیگر زن مهمان در مجموعه کمدی |
| - جاستین تیمبرلیک برای بازی در نقش نقش‌های متنوع در مجموعه ساتردی نایت لایو برای نقش "میزبان:جاستین تیمبرلیک" - ویل آرنت برای بازی در نقش دیون بنکس در مجموعه ۳۰ راک برای قسمت "نقشه دوم" - مت دیمون برای بازی در نقش کارل برنت در ۳۰ راک برای قسمت "شمشیر دولبه" - ادریس البا برای بازی در نقش لنی در مجموعه سی بزرگ برای قسمت "اریس چشم آبی" - زاک گالیفیانکیس برای بازی در نقش نقش‌های متنوع در مجموعه ساتردی نایت لایو در قسمت میزبان : زاک گالیفیانکیس" - ناتان لین برای بازی در نقش پپر سالتزمن در مجموعه همسر خوب برای قسمت "شب پسران" | - گوینت پالترو برای بازی در نقش هولی هایدی در مجموعه گلی در قسمت "جانشین" - الیزابت بنکس برای بازی در نقش آوری جسیوپ-دی در مجموعه ۳۰راک برای قسمت "شمشیر دولبه" - کریستین چنوت برای بازی در نقش آوریل رودز در مجموعه "گلی" برای نقش "شایعات" - تینا فی برای بازی در نقش در نقش‌های متنوع ساتردی نایت لایو در قسمت "میزبان: تینا فی" - دات جیسون برای بازی در نقش مربی شان در مجموعه گلی در قسمت "هرگز بوسیده نشده" - کلوریس لچمن برای بازی در نقش ماو ماو در مجموعه افزایش امید در قسمت "به این قسمت رای ندهید" |

## کارگردانی
جایزه امی برای بهترین کارگردانی برای مجموعه درام
| بهترین کارگردانی برای مجموعه درام | بهترین کارگردانی برای مجموعه کمدی |
| --- | --- |
| - مارتین اسکورسیزی برای بوردواک امپایر قسمت «بوردواکامپایر (قسمت پایلوت)» - جرمی پودسوا برای بوردواک امپایر قسمت «آناستازیا» - نیل جوردن برای بورجیاس برای قسمت «جام زهر/قاتل» - تیم وان پتن برای بازی ترون برای قسمت «زمستان در راه است» - پتی جنکینز برای کشتن برای قسمت "پایلوت" | - مایکل اسپیلر برای خانواده امروزی برای قسمت"هالووین" - پاملا فریمن برای چطور با مادرت آشنا شدم برای قسمت"جنگ زیرراه‌ها" - گیل منکاسو برای خانواده امروزی برای قسمت"جلوی همسایه‌ات را بگیر" - استیو لاویتن برای خانواده امروزی برای قسمت"پاییز بعدی می‌بیتمت" - بث مکارتی برای ۳۰ راک برای قسمت"پخش زنده" |

## ارایه‌دهندگان
- ویل ارنت[۳]
- درو بریمور[۴]
- ماریا بلو[۴]
- دیوید بورناز[۴]
- اسکات کان[۵]
- دن چیدل[۶]
- برایان کرانستر[۵]
- جان کرایر[۵]
- کیلی کواکو[۶]
- کلیر دانس[۵]
- زویی دشنل[۳]
- لورتا دوین[۴]
- جیمی فالون[۴]
- کنی هلمز[۴]
- انی ایلونزه[۴]
- مینکا کلی[۴]
- جیمی کیمل[۴]
- اشتون کوچر[۳]
- هیو لوری[۴]
- راب لوو[۶]
- ویلیام اج میسی[۴]
- جولیانا مارگولیس[۳]
- ملیسا مکارتی[۶]
- پاول مکرن[۴]"
- لیا میشل[۶]
- جسیون اومارا[۵]
- گوینت پالترو[۴]
- آنا پکین[۴]
- امی پولر[۳]
- چارلی شین[۵]
- یان سامرهالدر[۶]
- دیوید اسپید[۴]
- راشل تیلور[۴]
- آنا تورف[۴]
- سوفیا ورگارا[۳]
- کری واشینگتن[۵]

## بیشترین نامزدهای
- ۲۱: میلدرد پیرس (اچ‌بی‌او)
- ۱۹: مردان دیوانه (ای‌ام‌سی)
- ۱۸: امپراتوری بوردواک (اج‌بی‌او)
- ۱۷: خانوادهٔ امروزی (ای‌بی‌سی)
- ۱۶: ساتردی نایت لایو (ان‌بی‌سی)
- ۱۳: بازی ترون (اچ‌بی‌او)
- ۱۲: گلی (فاکس)
- ۱۱: دان‌تاون ابی (پی‌بی‌اس)، بیش از اندازه بزرگ برای شکست خوردن (اچ‌بی‌او)
- ۹ : کندی‌ها (رایزچنل)، همسر خوب (سی‌بی‌اس)، سینما وریته (اچ‌بی‌او)
- ۶ : بالا پله، پایین پله(بی‌بی‌سی)،کشتار (ای‌ام‌سی)
- ۵ : تئوری مهبانگ (سی‌بی‌اس)، دکستر (شوتایم)، لیدی گاگا ارائه می‌دهد، توپ هیولایی تور مدیسون اسکوار گاردن (اچ‌بی‌او)
- ۴ : روشنایی‌های جمعه‌شب (شبکهٔ ۱۰۱/ان‌بی‌سی (شبکه))، توجیه (اف‌اکس)، اداره (ان‌بی‌سی)
- ۳ : سی بزرگ (شوتایم)، گزارش کلبرتو نمایش روزانه با جان استوارت از (کمدی سنترال)، پارک‌ها و تفرج‌گاه‌ها (ان‌بی‌سی)
- ۲ : امریکن آیدل (فاکس)، کونن (تی‌بی‌اس)، رقص با ستاره‌ها (ای‌بی‌سی)، قسمت‌ها (شوتایم)،آخر شب با جیمی فالون (ان‌بی‌سی)، افزایش امید (فاکس) ،پس فکر می‌کنی می‌توانی برقصی (فاکس)، مسابقه باور نکردنی (سی‌بی‌اس)، جادوگرانی از ورلی (کانال دیزنی